# Simon Oldesloe

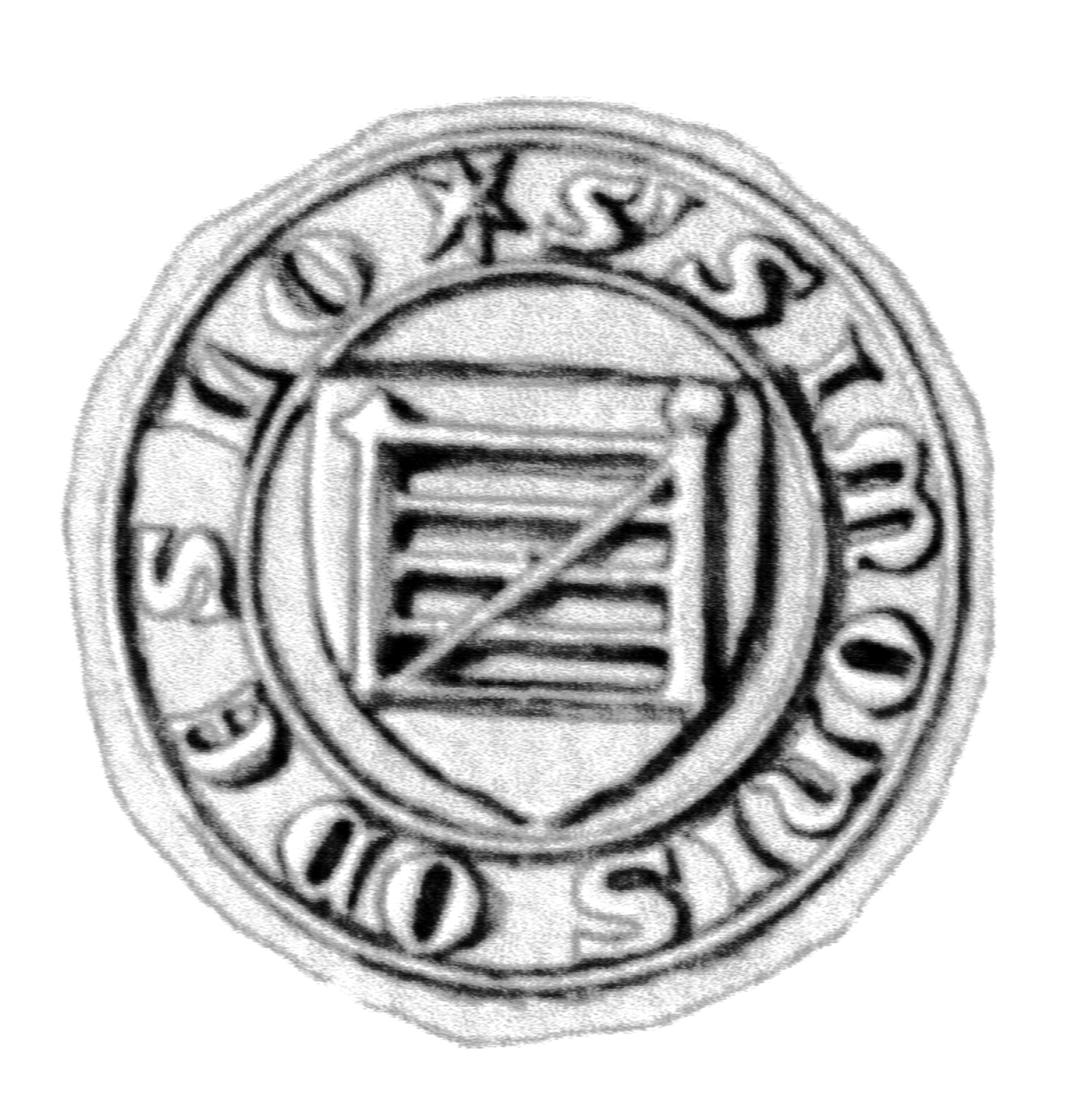
Siegel des Simon Oldesloe

Simon Oldesloe († März 1412 in Lübeck) war ein deutscher Kaufmann und Bürgermeister der Hansestadt Lübeck.

## Leben
Der angesehene Lübecker Kaufmann Simon Oldesloe war einer der Lübecker Bürger, die sich in den bürgerlichen Unruhen zu Beginn des 15. Jahrhunderts gegen den dann 1408 aus der Stadt vertriebenen „alten“ Lübecker Rat exponierten. Er war Mitglied des Sechziger Ausschusses der Bürger. Er wurde 1408 in den Neuen Lübecker Rat gewählt. Im Jahr 1409 wurde er Lübecker Bürgermeister. In Testamenten Lübecker Bürger wird er mehrfach als Urkundszeuge und als Vormund aufgeführt.
Simon von Oldesloe war mit einer Tochter des Lübecker Ratsherrn Dankward vom See verheiratet. Er bewohnte zunächst das Haus in der Breiten Straße 53, später Breite Straße 26.